# 内川哲茂
内川 哲茂（うちかわ あきもと、1966年（昭和41年）1月18日 - ）は、日本の実業家。帝人株式会社代表取締役社長。

## 経歴
滋賀県草津市出身。1990年（平成2年）3月、信州大学大学院繊維学研究科（現・総合理工学研究科繊維学専攻）修士課程を修了し、同年帝人入社。高機能繊維事業本部商品開発部長などを経て、2017年（平成29年）帝人グループ執行役員、2021年（令和3年）取締役常務執行役員、2022年（令和4年）4月より現職。

## 人物
趣味はご当地マンホール探し。

## 略歴
- 1990年 3月 信州大学大学院繊維学研究科修士課程修了
- 1990年 3月 帝人株式会社入社
- 1990年 6月 繊維研究所
- 1994年 12月 前田工繊株式会社出向
- 1998年 3月 繊維事業本部 繊維技術開発部門 加工技術第２部
- 1998年 9月 機能ファイバー事業本部 産業資材開発センター
- 2003年 7月 テイジン・トワロンB.V．（オランダ）出向
- 2008年 7月 帝人テクノプロダクツ（株）アラミド商品開発課長
- 2012年 10月 高機能繊維事業本部 商品開発部長 兼 補強材料開発課長
- 2013年 3月 高機能繊維事業本部 商品開発部長 兼 大阪研究センター長
- 2013年 10月 高機能繊維事業本部 ソリューション開発部長 兼 大阪研究センター長
- 2014年 12月 高機能繊維事業本部 生産・研究開発部門長
- 2017年 1月 高機能繊維事業本部長補佐（生産・研究開発統括）
- 2017年 4月 帝人グループ執行役員マテリアル事業統轄補佐 兼 繊維・製品事業グループ長付（技術生産構造改革担当）
- 2020年 4月 帝人グループ執行役員複合成形材料事業本部長
- 2021年 4月 帝人グループ常務執行役員マテリアル事業統轄
- 2021年 6月 取締役常務執行役員マテリアル事業統轄
- 2022年 4月 代表取締役社長執行役員 CEO